# František Hinduliak
František Hinduliak (16. června 1922 Muránska Lehota – 9. ledna 1989 Hinsdale, USA) byl slovenský fotbalový obránce a trenér. Po roce 1948 emigroval do Itálie, zemřel ve Spojených státech amerických (Illinois).

## Fotbalová kariéra
V československé lize hrál za ŠK Bratislava. Dal 1 ligový gól.
V sezoně 1952/53 trénoval druholigový švýcarský klub FC Cantonal Neuchâtel.

## Ligová bilance
| Ročník                     | Zápasy | Góly | Klub          |
| -------------------------- | ------ | ---- | ------------- |
| Státní liga 1946/47        | -      | 0    | ŠK Bratislava |
| Státní liga 1947/48        | -      | 1    | ŠK Bratislava |
| Státní liga 1948           | -      | 0    | ŠK Bratislava |
| Československá liga CELKEM | -      | 1    |               |